# Escudo de Lituania
El escudo de Lituania  es un campo de gules en el que figura un caballero de plata con espuelas de oro, montado sobre un caballo del mismo metal, con silla y riendas de azur decoradas de oro, y armado con una espada (también de plata) con empuñadura de oro que sostiene con su brazo derecho sobre su cabeza. El caballero porta, en su siniestra, un escudo de azur cargado con una cruz doble de oro. 
El escudo es denominado en lituano “Vytis” que significa “caballero”. Está documentado el uso de este blasón por lo menos desde el año 1366, año en el que está fechado un documento en el que figura el sello del duque Algirdas de Lituania. El escudo del "caballero" ha figurado desde entonces, con algunas variaciones, en los sellos y elementos heráldicos de los grandes duques de Lituania. El sello Vitys tuvo una reestructuración en el año 1765, donde se introdujeron cambios y variaciones estilísticas menores: largas plumas que ondeaban desde la punta del yelmo del caballero, una larga montura de silla de montar, la cola del caballo girada hacia arriba y en forma de ramillete. Con estos cambios, el escudo de armas siguió siendo el símbolo del Estado del Gran Ducado de Lituania hasta 1795, cuando Lituania fue anexionada al Imperio ruso. Se abolió el escudo de armas tradicional de Lituania. 
Fue usado como símbolo nacional por la República de Lituania desde 1918 hasta 1940. 
La Constitución aprobada de 1928 tenía la siguiente descripción:
Artículo. 8. Emblema del estado: jinete blanco en un campo rojo.
La misma descripción se conserva en la Constitución de 1938.
En 1988 se recuperó como símbolo nacional y el 11 de marzo de 1990 fue declarado emblema estatal. El Consejo Supremo de la República de Lituania aprobó una regulación sobre su uso oficial y descripción y el 4 de septiembre de 1991 se restablecieron los antiguos colores del sello del “Vytis“.
Aprobado el 4 de septiembre de 1991, fue ratificado por referéndum, junto con la Constitución, en 1992 y sustituía al de la RSS de Lituania, con los símbolos comunistas de la hoz y el martillo, la estrella roja y el sol naciente, todo retomando la señal tradicional del Vytis, ya utilizado por la República de Lituania previamente a la ocupación soviética de 1940.
Recientemente se ha difundido un escudo grande, derivado del utilizado por el presidente de la República, en que el Vytis va timbrado con una corona y aguantado por un grifo y un unicornio, animales mitológicos presentes en la heráldica lituana desde el siglo XVI. Este escudo lleva también el símbolo conocido como las Columnas de los Gedimínids, la dinastía histórica lituana, y una cinta con el lema nacional en lituano: VIENYBĖ TEŽYDI (en español: Deja que la unidad florezca). Este escudo es el utilizado por el Seimas, o Parlamento nacional.

## Escudos usados históricamente

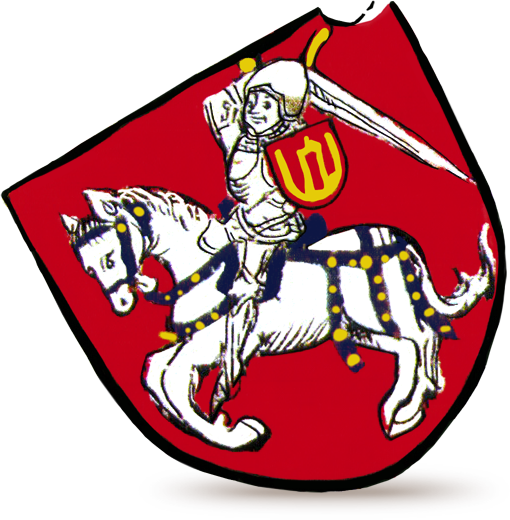
Escudo de armas del Gran Ducado de Lituania según una representación del Codex Bergshammar, alrededor de 1435
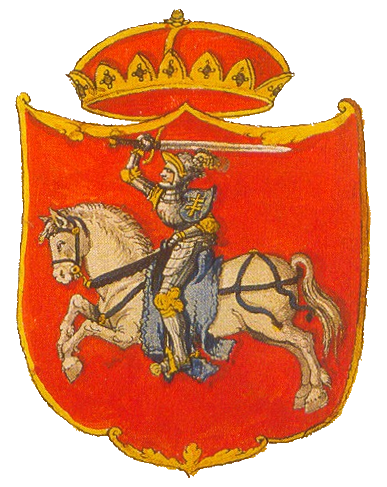
Escudo de armas del Gran Ducado de Lituania, hacia 1555
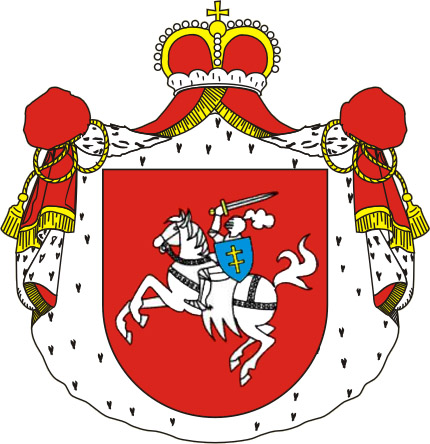
Representación idealizada del escudo de armas del Gran Ducado de Lituania, que se extendió hasta el siglo XVI
Escudo de armas de la Mancomunidad Polaco-Lituana, con el águila polaca y el Vytis lituano (1569 - 1795)
Escudo de armas de la gobernación de Vilna dentro del Imperio ruso (1845-1917)
Dibujo del escudo de armas de Lituania por Antanas Žmuidzinavičius, (1917-1918)
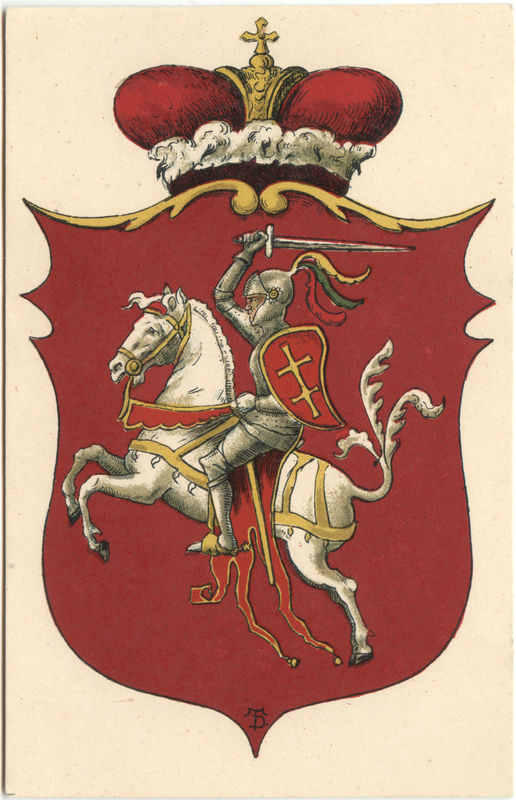
Escudo de Lituania en 1918 Higo. Tadas Daugirdas
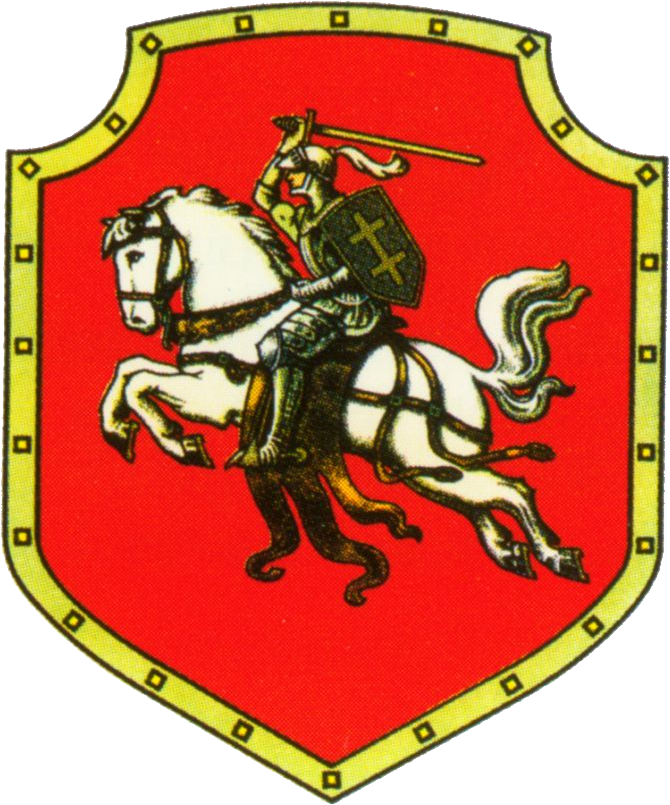
Escudo de armas de la República de Lituania (1920)
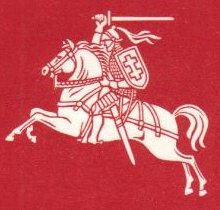
Diseño de Juozas Zikaras del Vytis lituano, usado en las monedas de litas (1925 - 1940).
Escudo de armas de la República Socialista Soviética de Lituania (1940-1978)
Escudo de armas de la República Socialista Soviética de Lituania (1978-1990)
Escudo de la República de Lituania en 1990-1991[2][3][4][5]